# Heinrich Bunge
Heinrich Hermann Bunge (* 21. November 1897 in Hemelingen; † 8. Dezember 1968) war ein deutscher Politiker (DP, NPD).

## Biografie
Ausbildung und Beruf

Bunge studierte Wirtschaftswissenschaften und promovierte 1925 zum Dr. rer. pol. Er war anschließend  Geschäftsführer der Handwerkskammer Rotenburg (Wümme) und wissenschaftlicher Mitarbeiter bei der Stadtverwaltung von Rotenburg. 1936 wurde er Referent bei der Bezirksstelle Niedersachsen des Reichsinnungsverbandes (RIV) des Baugewerbes in Bremen. Von 1943 bis 1945 war er Geschäftsführer der Wirtschaftsgruppe Bauindustrie in Berlin. Nach dem Zweiten Weltkrieg war er als Handelsvertreter, dann als Bankkaufmann tätig. 1948 wurde er Geschäftsführer der Arbeitsgemeinschaft der Fachverbände des Handwerks im Lande Bremen. Seit 1955 war er Angestellter bei den Klöckner-Werken Bremen.
Politik

Bunge trat zum 1. Mai 1933 der NSDAP (Mitgliedsnummer 2.604.681) sowie im selben Jahr der SA bei, dort war er Rottenführer, 1937 trat er noch der NSV bei.
Er wurde im April 1948 als Mitläufer entnazifiziert.
Nach dem Krieg gehörte er zunächst der rechtsgerichteten Deutschen Partei an. Nach deren Fusion mit dem GB/BHE wurde er 1961 Mitglied des Fusionspartei Gesamtdeutsche Partei. Als deren Scheitern nach der Wahlniederlage bei der Bundestagswahl 1961 offenkundig wurde, gehörte er zur Gruppe um Friedrich Thielen, die die bremische DP wiederbelebten. 1964 beteiligte er sich mit der Gruppe um Thielen an der Gründung der NPD, für die er 1965 vergeblich zum Deutschen Bundestag kandidierte und deren Landesvorstand er angehörte.
Bunge war von 1951 bis 1967 Mitglied der Bremischen Bürgerschaft. Von 1959 bis 1963 war er als Nachfolger von Herbert Schneider Vorsitzender der DP-Fraktion und nach dem Verlust des Fraktionsstatus bis 1967 Gruppensprecher der DP- bzw. ab 1966 NPD-Gruppe in der Bürgerschaft.